# Студиоло Франческо I
Студиоло Франческо I (итал. Studiolo di Francesco I) — студиоло (небольшая студия, комната для уединённых занятий), устроенная на первом этаже Палаццо Веккьо, Флоренция, по заказу великого герцога Тосканы Франческо I Медичи в 1570—1572 годах группой художников по проекту и под руководством Джорджо Вазари и учёных Джованни Батиста Адриани и Винченцо Боргини.

## Архитектура и оформление студиоло
В августе 1570 года Винченцо Боргини, учёный-филолог, интеллектуал при дворе Медичи, предложил Вазари иконографическую программу оформления комнаты во флорентийском Палаццо Веккьо, примыкающей к спальне Франческо I и сообщающейся со Студио Козимо I, отца Франческо. Маленькая комната должна была стать частично рабочим кабинетом, частично алхимической лабораторией, тайником и кабинетом раритетов. Здесь герцог, увлекавшийся науками и искусством, занимался алхимией и хранил свою коллекцию маленьких, драгоценных, необычных или редких предметов. Комната представляла собой «кунсткамеру», или «комнату чудес» (Wunderkammer), содержащую обширную коллекцию редких и дорогих предметов, таких как драгоценные камни, медали, ювелирные изделия, фармацевтические препараты и многое другое. Стены должны были украсить изображения четырёх элементов, или Стихий: Земли, Воздуха, Огня и Воды.
Комната представляет собой слегка вытянутое помещение без окон с цилиндрическим сводом, украшенным позолоченной лепниной и фресками, а также картинами и скульптурами в два яруса по боковым и торцовым стенам. Декоративная программа произведений живописи и скульптуры, относящихся к позднему флорентийскому маньеризму, основана на предметах коллекции герцога. Сама коллекция предметов хранилась в двадцати шкафах. В центре находится фреска, на которой изображён Прометей, получающий драгоценности от природы в качестве символа взаимодействия божественного начала природы и человечества.
Стены украшены двумя ярусами расписных панелей, по три в ряд на каждой короткой стороне и восемь на длинной стороне; в верхнем ярусе по углам расположены ниши с бронзовыми статуями, представляющими мифологические персонажи, связанные с аллегориями Стихий. Таким образом, всего имеется восемь ниш для статуй и 36 картин, минус две недостающие (в одной была помещена дверь в Салон Чинквеченто, открытая в 1920 году, в другой рама осталась пустой). В нижнем регистре четырёх стен овальные картины выполняют роль дверец шкафов. Эти картины с мифологическими и языческими сюжетами должны были напоминать о различных материалах, хранившихся за каждой дверцой. Особый интерес представляет написанное Джованни Страдано панно «Кузница или Алхимическая лаборатория», где слева изображён сам герцог Франческо в облике мастера, занятого литейной работой: явный признак беспокойной личности Франческо.
Для осуществления необычного проекта Вазари привлёк многих флорентийских художников-маньеристов того времени: Алессандро Аллори, Джованни Мария Буттери, Якопо Дзукки, Мирабелло Кавалори, Джироламо Маккиетти, Франческо Морандини, Джованни Баттиста Нальдини, Мазо да Сан-Фриано, Алессандро Фей, Карло Портелли, Джованни Страдано, Санти ди Тито и других.
Подобные кабинеты были распространены в Италии в эпоху Возрождения и маньеризма. Схожие примеры представляют собой студиоло герцога Федерико да Монтефельтро в Палаццо Дукале (герцогском дворце) в Урбино (1473—1476) и второе студиоло, оформленное по желанию Федерико да Монтефельтро во дворце в Губбио, создавалось в 1479—1482 годах. Знамениты интарсиями по дереву Джулиано да Майано. Также известно Студиоло д’Эсте в Мантуе.

## Дальнейшая история
Герцог Франческо был не учёным, а, скорее, в духе того времени, представителем пытливого, но странного ума; комната служила не кабинетом, а складом, тайником странных вещей, местом, где монарх мог найти уединение от жены, семьи и двора. Вскоре после смерти великого герцога в 1587 году резиденция Медичи была перенесена в Палаццо Питти, помещение забросили, а коллекцию в 1590 году разобрали. Только в начале XX столетия, в 1920 году помещение студиоло частично реконструировали как диковинку эпохи Возрождения. Из-за отсутствия мебели и закрытой двери эта реконструкция не может точно воссоздать клаустрофобную атмосферу оригинала.

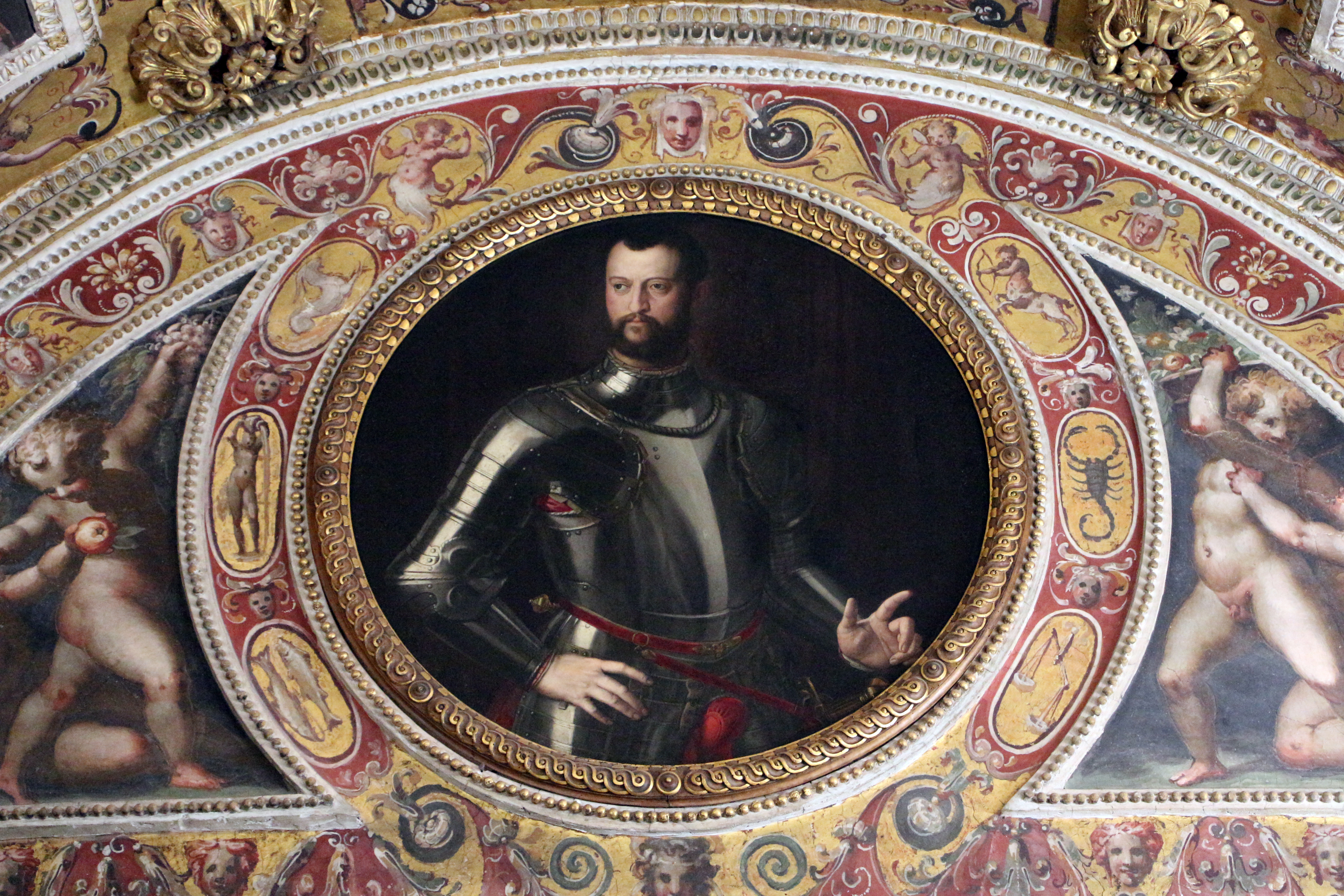
A. Аллори. Портрет герцога Козимо I Медичи. Роспись люнета
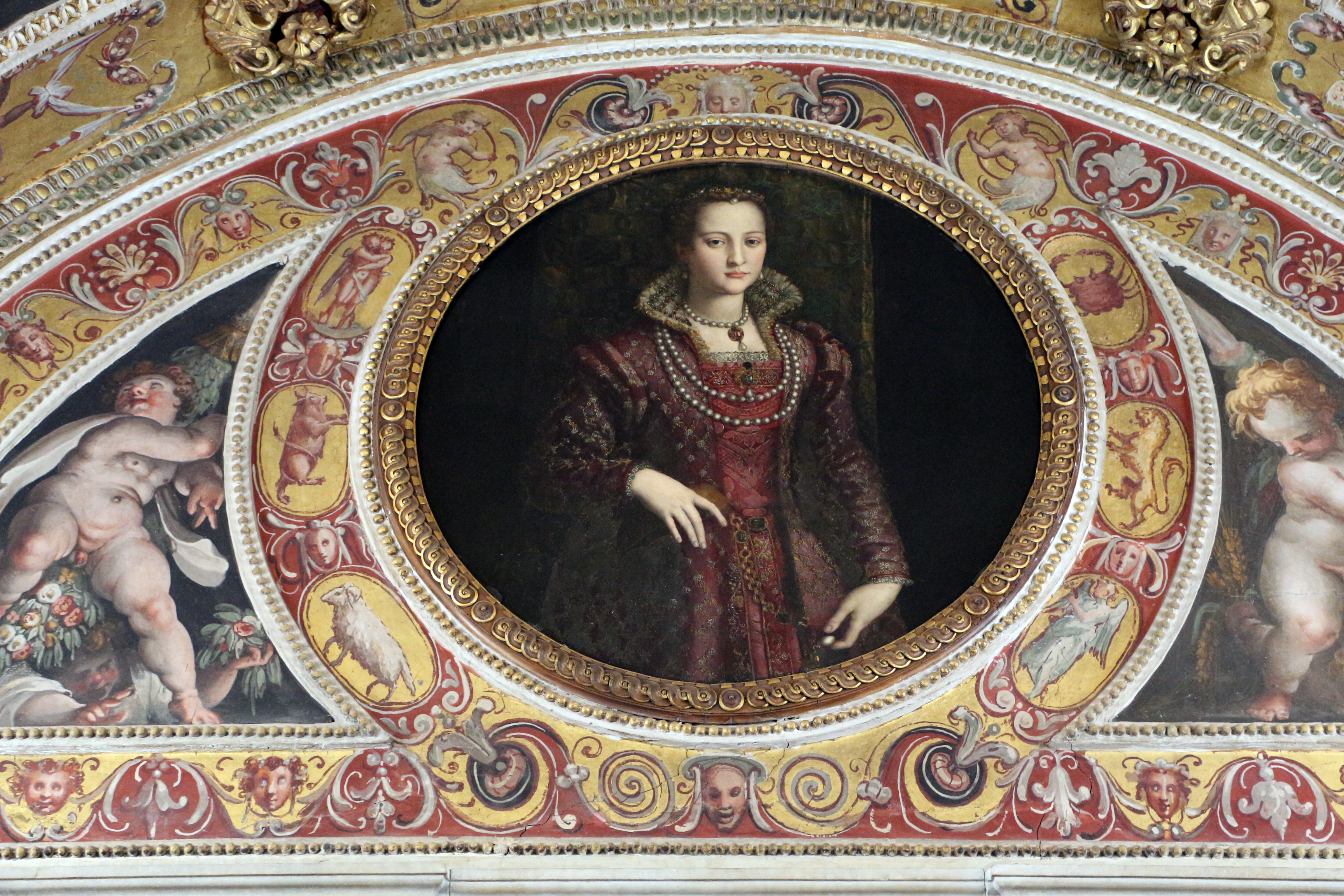
A. Аллори. Портрет Элеоноры Толедской. Роспись люнета
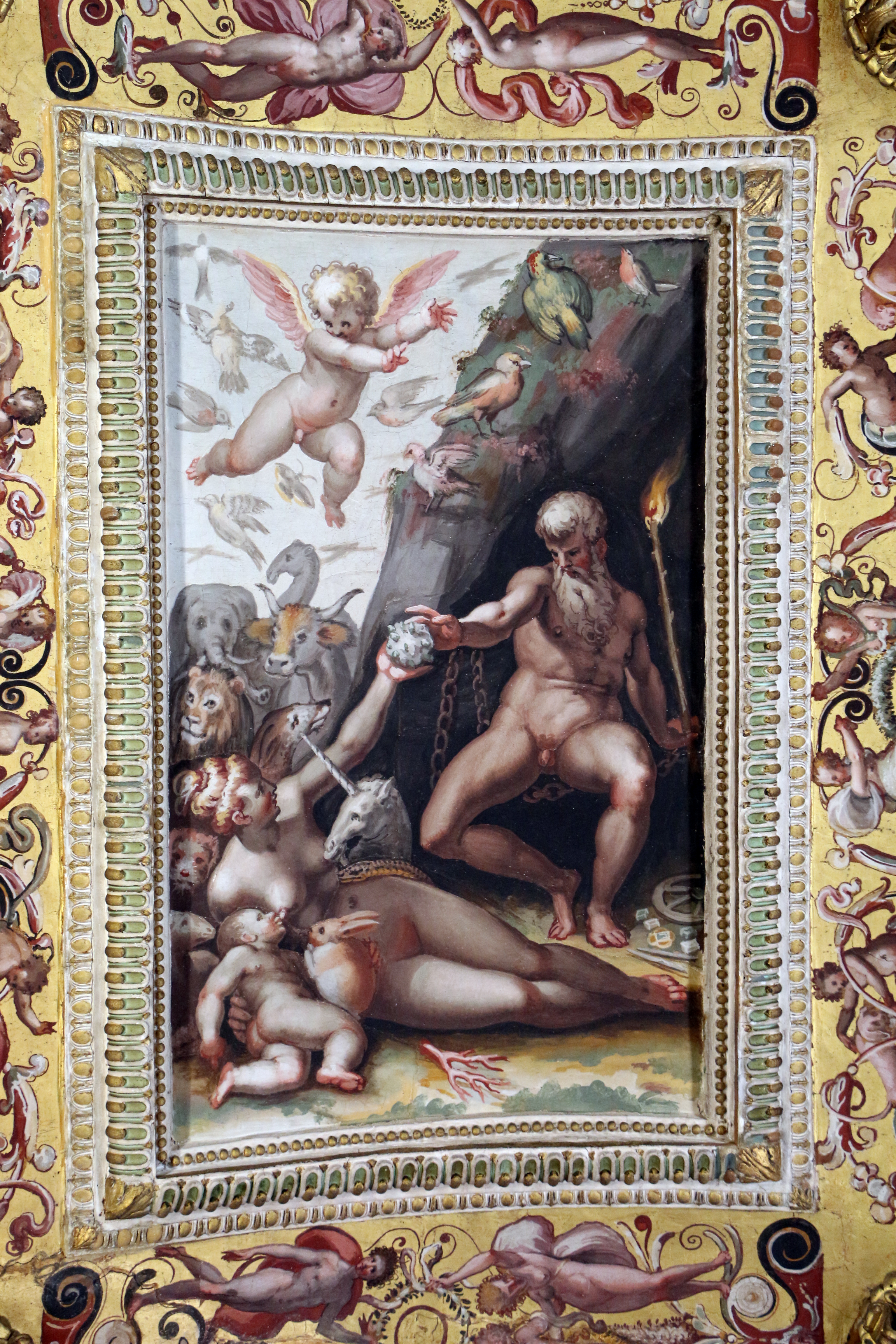
Я. Дзукки. Прометей получает от природы необработанные драгоценности. Роспись свода
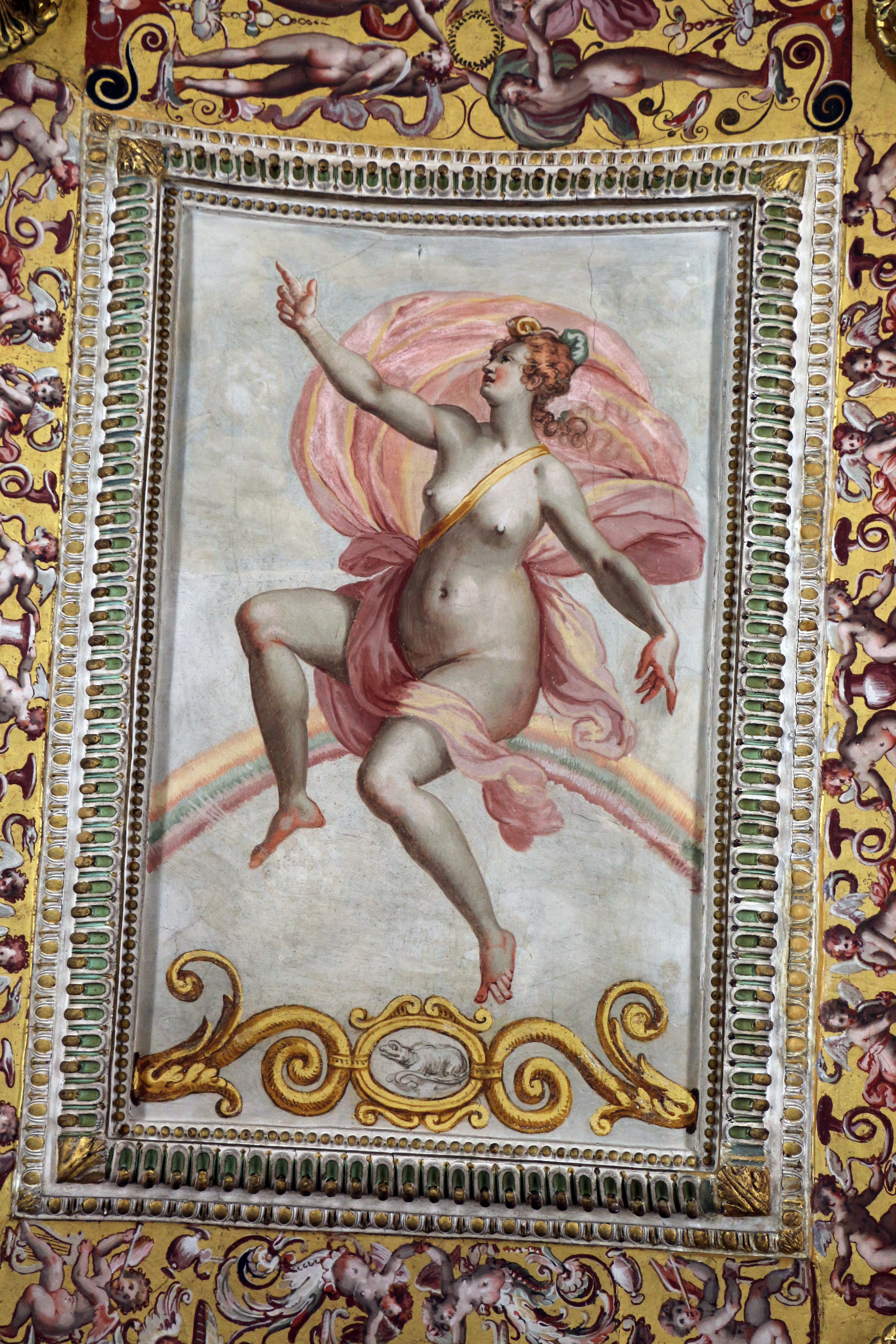
Я. Дзукки. Аллегории стихий: воздух. Роспись свода
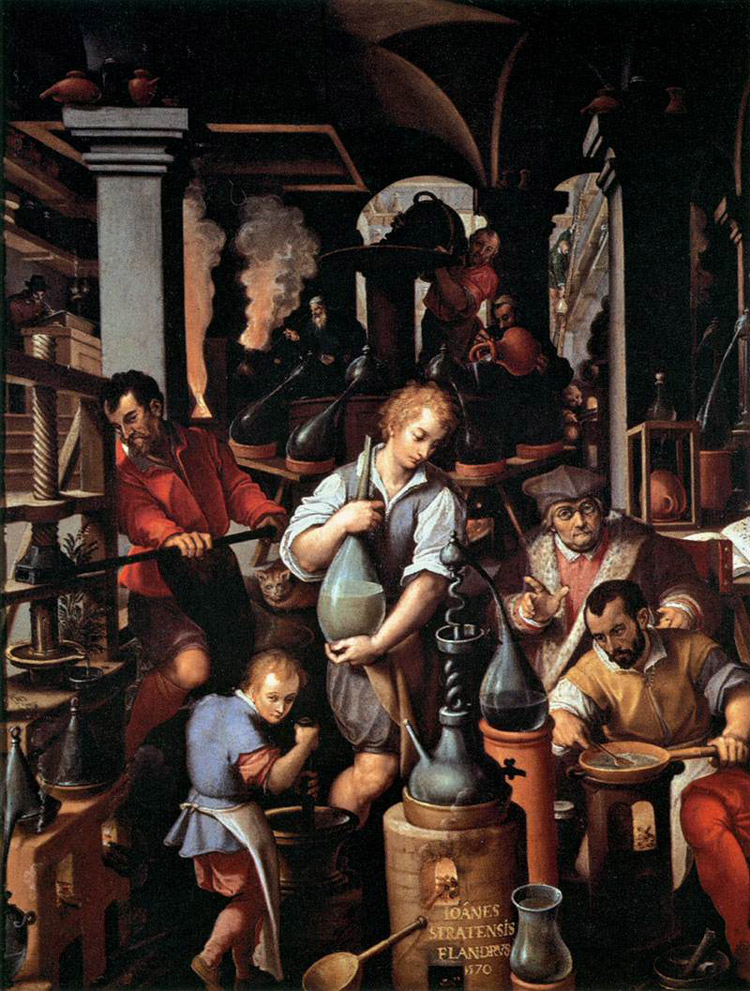
Дж. Страдано. Лаборатория алхимика
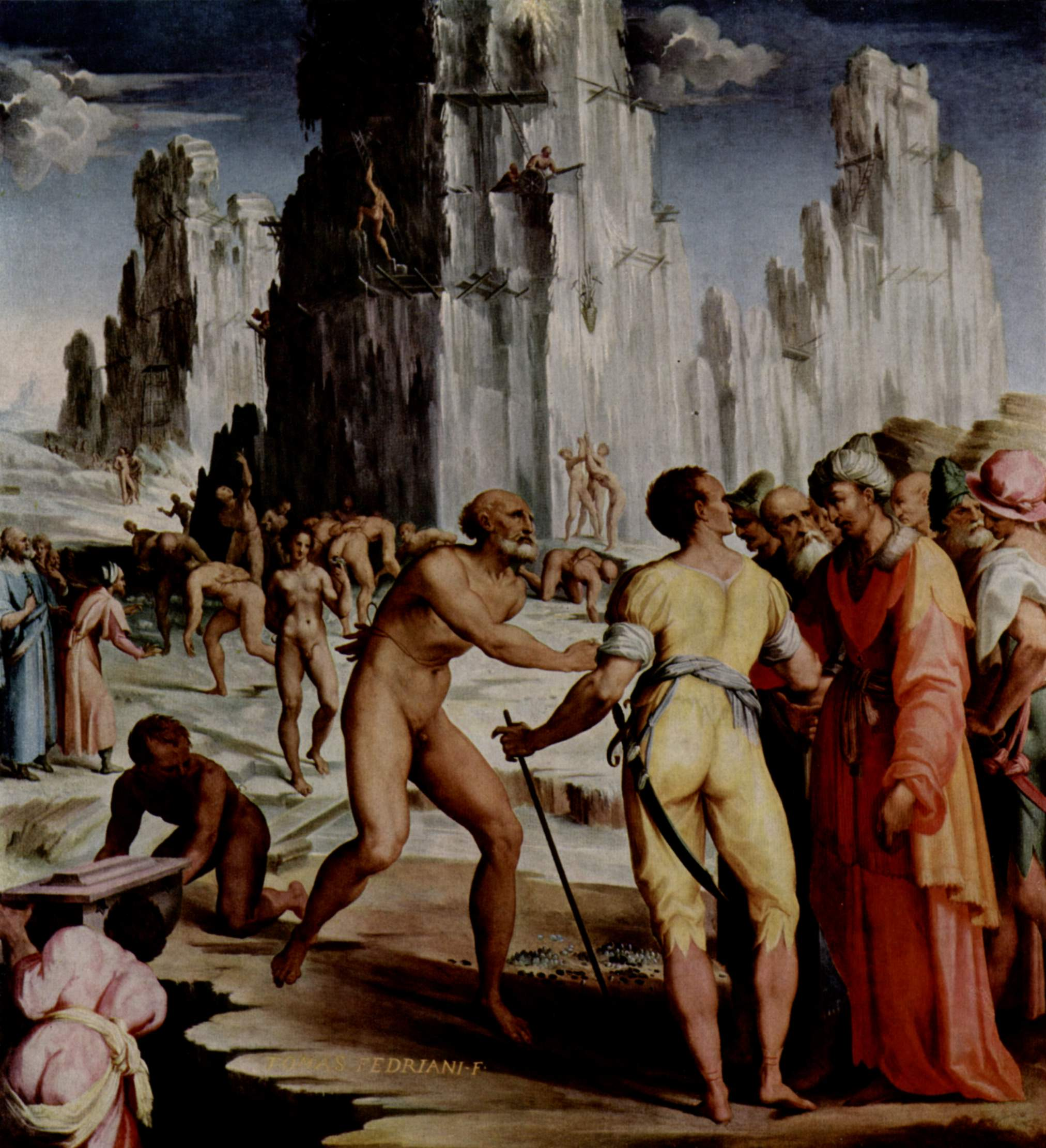
Мазо да Сан-Фриано (Антонио Манцуоли). Алмазные рудники
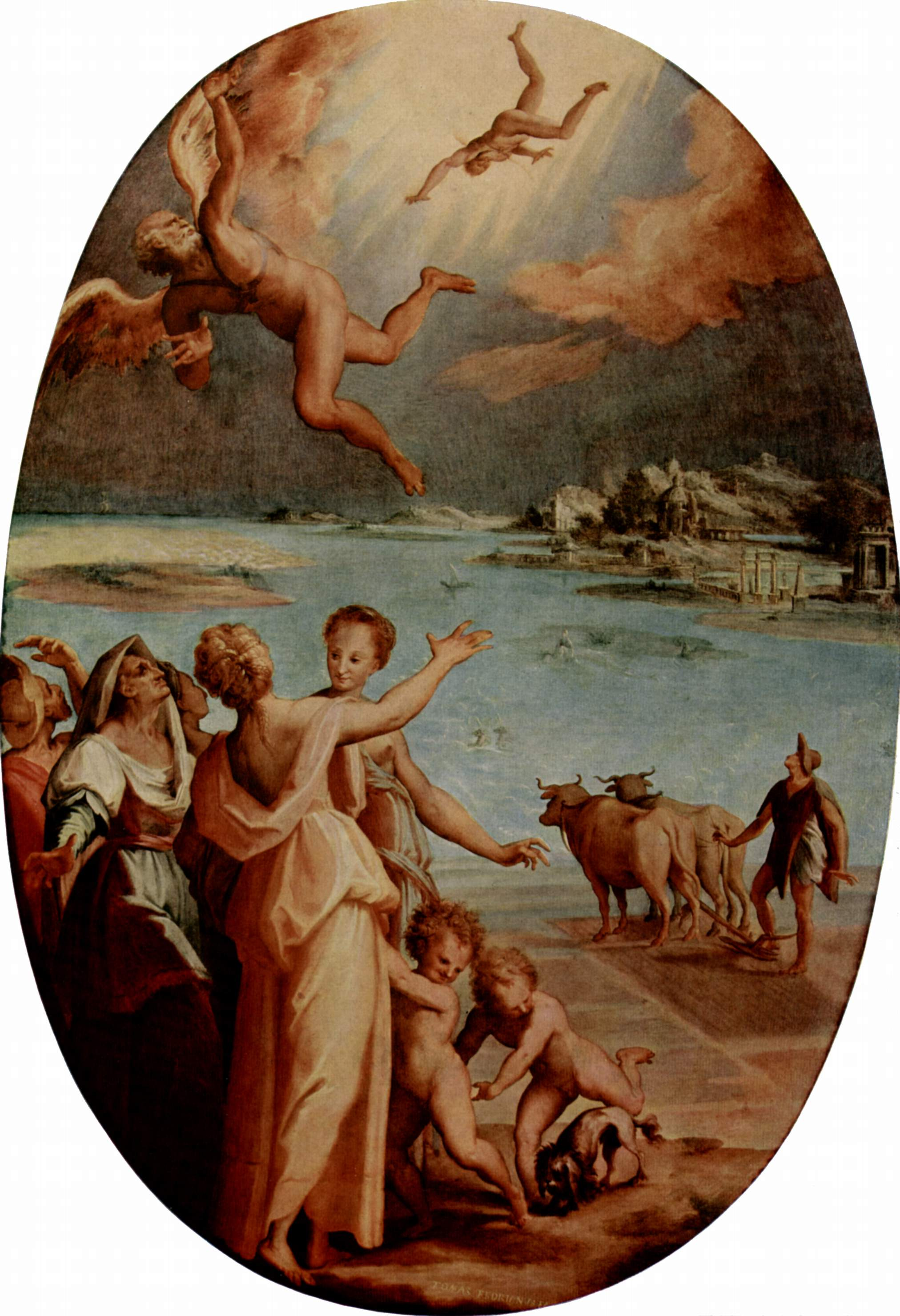
Мазо да Сан-Фриано (Антонио Манцуоли). Падение Икара
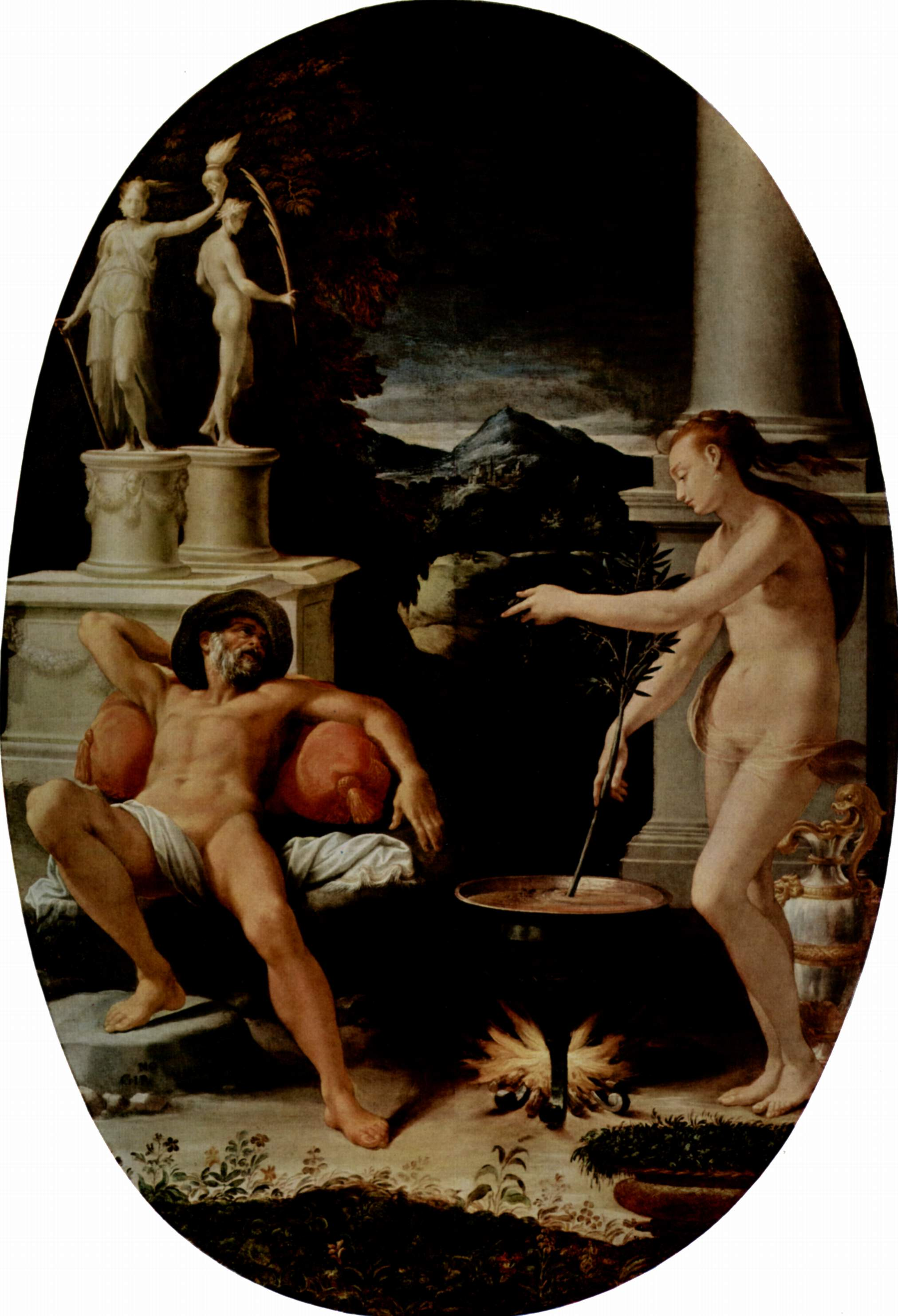
Дж. Маккиетти. Медея и Ясон
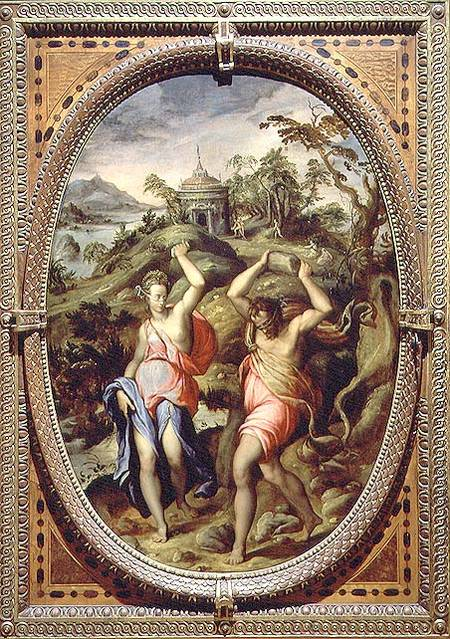
А. Мариотто. Девкалион и Пирра
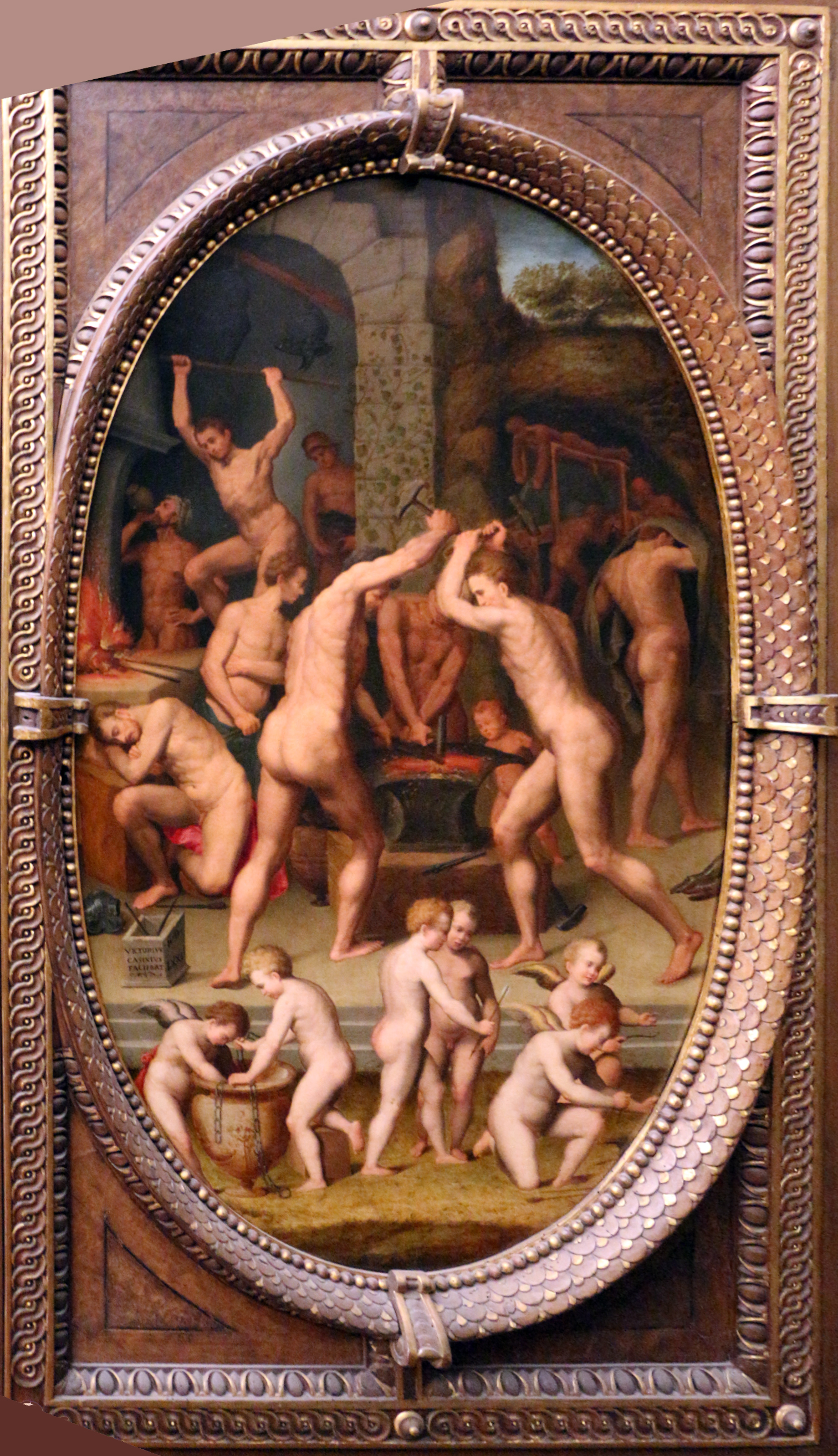
В. Казини. Кузница Вулкана